# Fußball Club Südtirol
O Fußball Club Südtirol S.r.l., é um clube de futebol italiano da cidade de Bolzano, na região autónoma de Trentino-Alto Ádige/Südtirol. O clube foi fundado em 1974 em Bressanone (Brixen), com o nome de SV Milland. Foi rebatizado com o nome atual em 1995 e mudou-se para Bolzano em 2000. Manda os seus jogos no Estádio Druso, que tem capacidade para 5 500 pessoas. As cores do time são branco e vermelho.
Na temporada 2021–22, conquistou o inédito acesso à Série B do Campeonato Italiano, tornando-se o primeiro clube de Trentino-Alto Ádige a jogar a competição desde 1947–48, quando o FC Bolzano (clube extinto) fez sua única participação no segundo nível do futebol nacional.